# Spordiklubi Duo (maschile)
Lo Spordiklubi Duo è una società pallavolistica maschile estone con sede a Tartu: milita nel campionato di Eesti Meistrivõistlused.

## Storia
Lo Spordiklubi Duo viene fondato nel 1999, accedendo già dalla stagione 2000, all'Eesti Meistrivõistlused. Nel corso della stagione 2006 si aggiudica la sua prima Coppa di Estonia, seguita dal primo successo in campionato: nell'annata successiva debutta nelle competizione europea, partecipando alla Top Teams Cup, eliminato nella fase a gironi.
Nella stagione 2012 arriva la prima affermazione in campo internazionale, trionfando nella Baltic Volleyball League. Successivamente la squadra si mantiene sempre ad alti livelli nelle competizioni nazionali, continuando a vincere sia campionati che coppe nazionali, oltre alla Baltic Volleyball League.

## Rosa 2022-2023
| N° | Nome            | Ruolo | Data di nascita  | Nazionalità sportiva |
| -- | --------------- | ----- | ---------------- | -------------------- |
| 1  | Rait Rikberg    | L     | 30 agosto 1982   | Estonia              |
| 2  | Matěj Šmídl     | O     | 25 gennaio 1997  | Rep. Ceca            |
| 3  | Taavet Leppik   | S     | 31 luglio 1993   | Estonia              |
| 5  | Richard Murak   | C     | 25 ottobre 2004  | Estonia              |
| 6  | Siim Päid       | C     | 2 giugno 1989    | Estonia              |
| 7  | Kevin Soo       | C     | 12 marzo 1993    | Estonia              |
| 8  | Timo Lõhmus     | S     | 30 maggio 2001   | Estonia              |
| 10 | Martin Tamm     | O     | 12 giugno 2004   | Estonia              |
| 12 | Kristjan Unt    | S     | 9 luglio 2005    | Estonia              |
| 13 | Ronald Järv     | P     | 10 maggio 1993   | Estonia              |
| 20 | Tamur Viidalepp | S     | 12 novembre 1997 | Estonia              |
| 22 | Markkus Keel    | P     | 18 agosto 1995   | Estonia              |
| 25 | Markus Tamm     | C     | 12 giugno 2004   | Estonia              |
| 99 | Mart Naaber     | C     | 15 dicembre 1992 | Estonia              |

## Palmarès
- Campionato estone: 5

2006, 2012, 2014, 2021, 2022
- Coppa di Estonia: 5

2005, 2008, 2019, 2021, 2022
- Baltic Volleyball League: 5

2011-12, 2014-15, 2018-19, 2021-22, 2022-23